# Monts de Kong

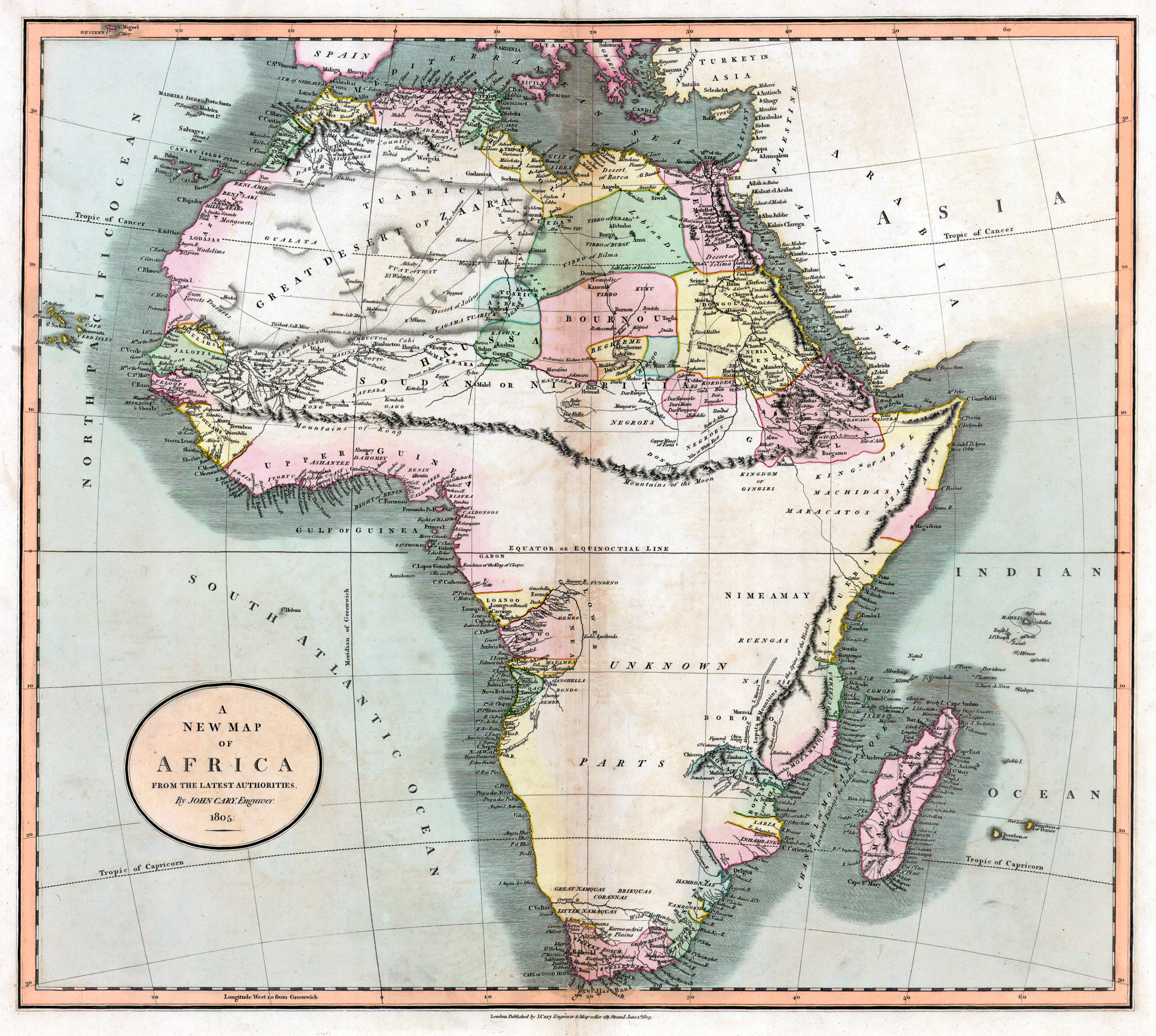
Carte de John Cary de 1805 faisant apparaître les Mountains of Kong (par 10° nord).

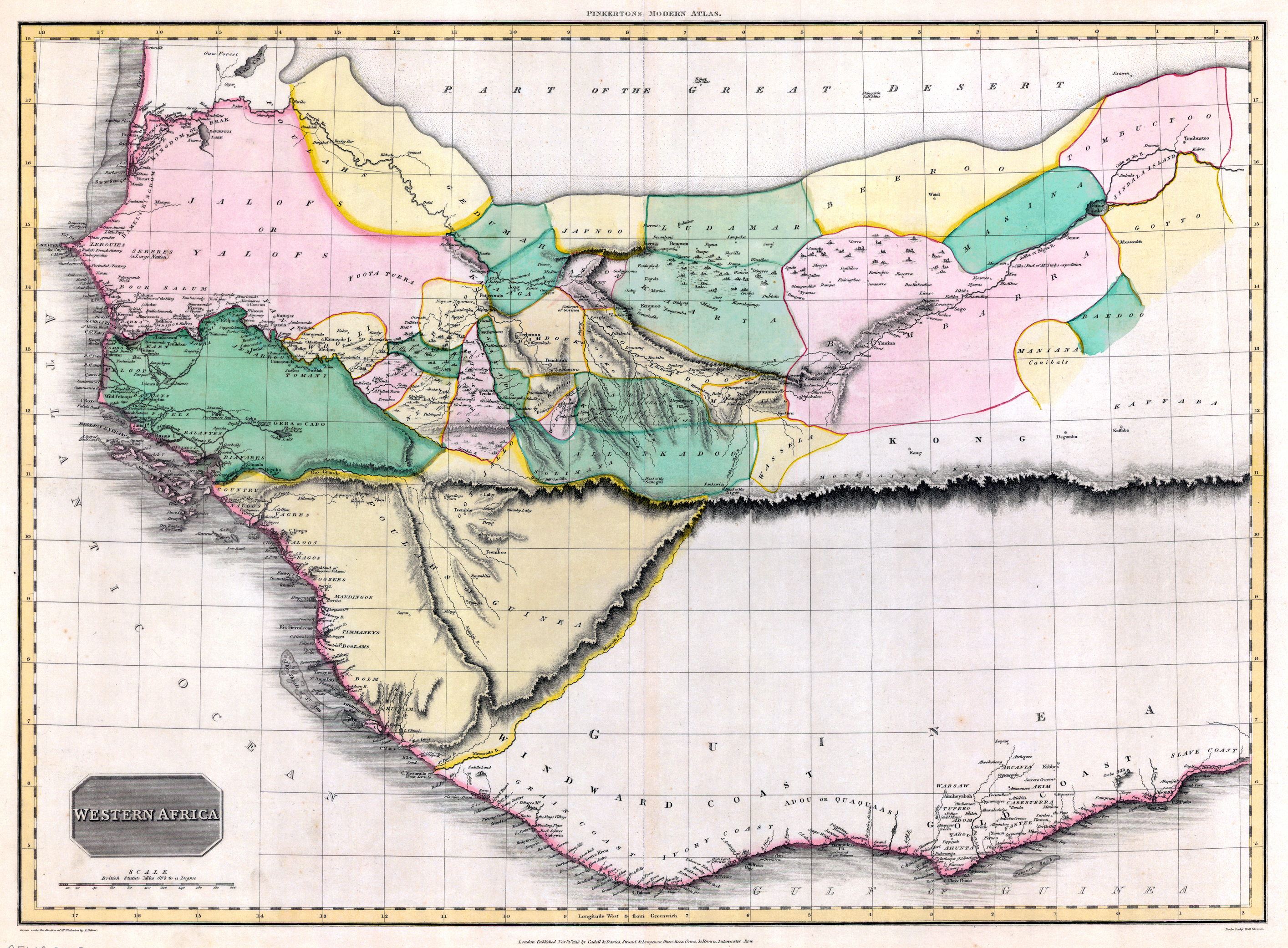
Carte de John Pinkerton de 1813 avec les Mountains of Kong (par 11° nord).

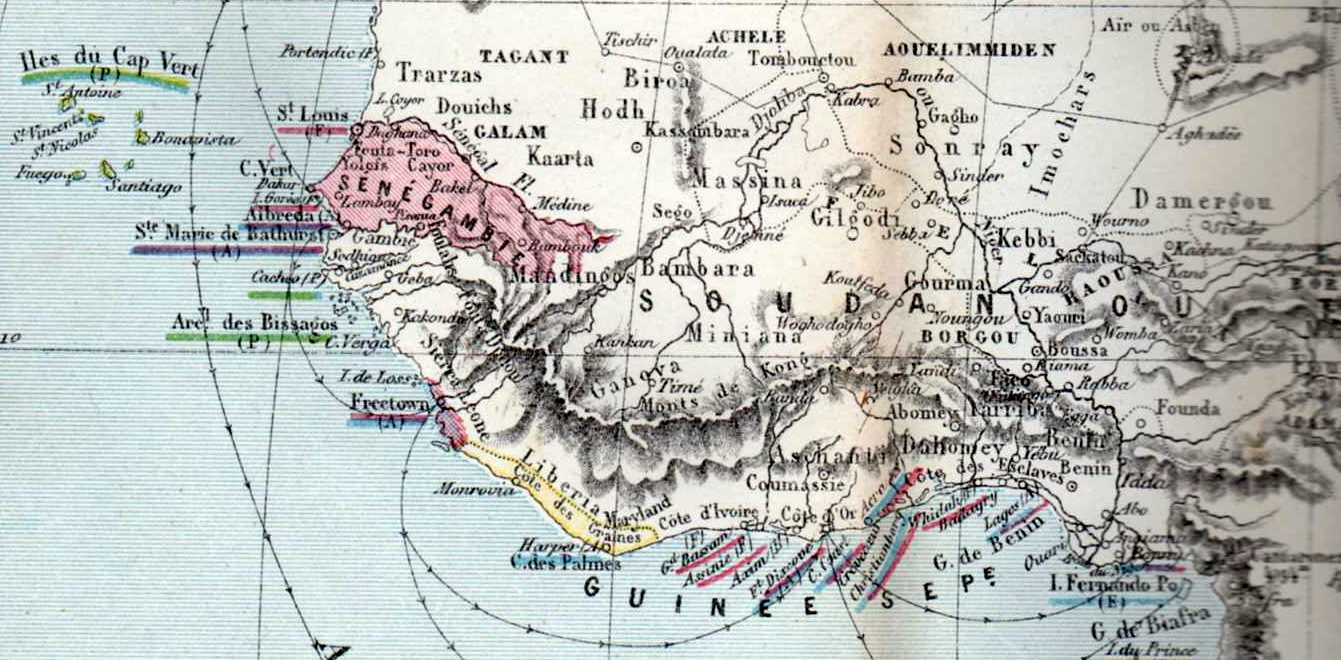
Les monts de Kong sur une carte française de 1881.

Les monts de Kong sont une chaîne de montagnes imaginaire qui a figuré à tort sur la plupart des cartes géographiques de l'Afrique au cours du XIXe siècle. Leur nom fait référence au royaume et à la ville de Kong (aujourd'hui en Côte d'Ivoire), tous deux bien réels.

## Origine de la légende
Le cartographe anglais James Rennell (1742–1830) reprit dans une carte de 1798 des données géographiques de l'explorateur Mungo Park. Ces données mentionnaient la découverte de ces montagnes, en les falsifiant, dans la mesure où il introduisit dans le voisinage du 10e degré de latitude nord une chaîne montagneuse qu'il appela monts de Kong (Mountains of Kong). Il semble qu'il ait procédé à cette manipulation pour appuyer sa propre thèse sur le cours du fleuve Niger. Les géographes qui lui succédèrent reprirent cette information dans leurs propres cartes.
Les monts de Kong étaient censés constituer la ligne de partage des eaux entre le bassin du Niger au nord et le golfe de Guinée au sud. On leur attribuait une étendue d'un millier de kilomètres parallèlement au 10e degré nord. Ils étaient supposés débuter dans les environs de Tambacounda (aujourd'hui au Sénégal), et se continuer à l'est par les montagnes de la Lune d'Afrique centrale, lesquelles devaient s'avérer tout aussi imaginaires. Peu à peu, des légendes se mirent à courir à propos de ces montagnes : on parlait de sommets couverts de neige et de gisements d'or, et on pensait que, représentant un obstacle naturel insurmontable, elles interdisaient tout commerce entre la côte et l'arrière-pays.
C'est en 1802 que les monts de Kong apparurent pour la première fois, dans l'ouvrage d'Aaron Arrowsmith Africa, paru à Londres ; elles ont figuré pour la dernière fois en 1905 dans le Tramplers Mittelschulatlas paru à Vienne. Toutefois, on trouve encore des références postérieures, comme cette relation de l'éclipse de soleil du 28 juin 1908 (en) qui « se termin[a] sur les monts de Kong, en Guinée septentrionale ». On en trouve également mention dans des œuvres littéraires, comme dans Robur le Conquérant de Jules Verne : « À l’horizon se profilaient confusément les monts Kong du royaume de Dahomey. » (chapitre 12).
La Géographie de l'abbé Gaultier (1833) mentionne les monts de Kong comme l'une des « huit montagnes principales de l'Afrique » ; ils y « séparent la Nigritie de la Guinée », et sont une continuation des « monts de la Sierra-Léona, dans la Sénégambie ».
Dans la 4e édition du Guide de conversation Meyer de 1880 (en allemand), les monts de Kong sont décrits entre autres comme « des montagnes inexplorées, qui s'étendent au nord de la côte de Haute-Guinée sur une longueur de 800 à 1 000 km entre le 7e et le 9e de latitude nord jusqu'à la longitude 1° Ouest de Gr.(eenwich) ». La ville de Kong « où aucun Européen n'a encore pénétré, mais qui aux dires des indigènes serait le plus grand marché de cette région et produirait des cotonnades réputées dans le Soudan » était alors supposée se trouver à leur extrémité occidentale.

## Démystification

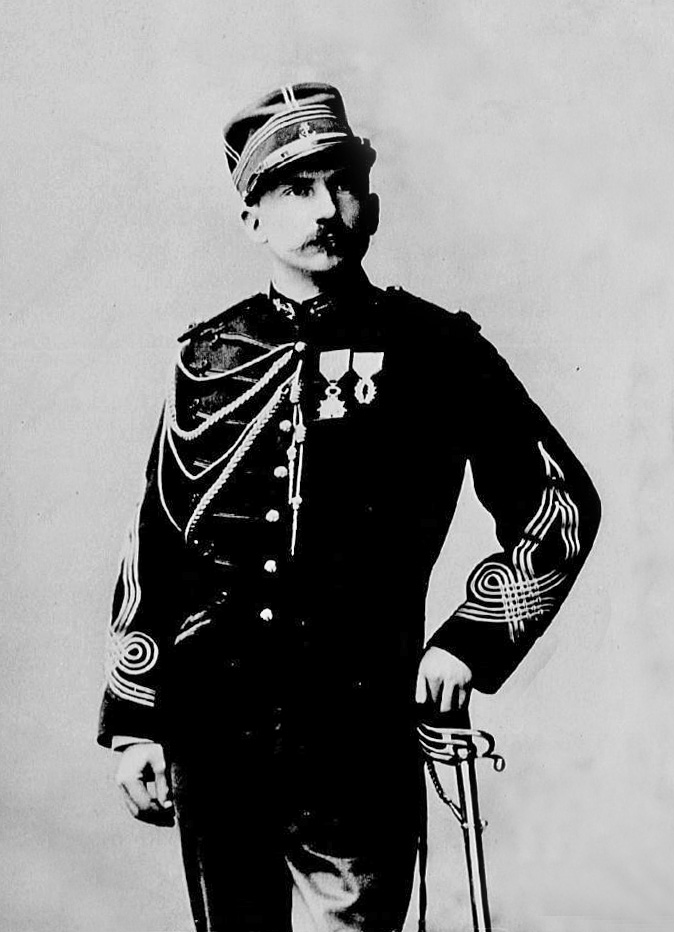
Louis-Gustave Binger.

Le 20 février 1888, l'officier et explorateur français Louis-Gustave Binger, dans le cadre de sa mission de reconnaissance du cours du Niger de 1887-1889, atteignit la ville de Kong. Il put alors démontrer que les fameux monts de Kong qui figuraient sur les cartes n'avaient aucune existence réelle.

## Postérité
En 1933, le cinéaste Merian C. Cooper se souvint de la légende au moment de baptiser son gorille géant King Kong dans son film homonyme, bien que l'action soit censée se dérouler en Indonésie.